# Substitution tree
Substitution tree – metoda indeksowania termów polegająca na trzymaniu w każdym termie podstawienia, które należy wykonać na węźle rodzicu żeby uzyskać dany term.
W substitution tree inaczej traktowane są zmienne zewnętrzne (czyli po prostu pewne symbole) oraz zmienne wewnętrzne (służące wyłącznie do opisywania części wspólnych drzew).
Przykład dla {\displaystyle g(b),} {\displaystyle f(a,g(b))} i {\displaystyle f(b,g(b)){:}}
{\displaystyle x} i {\displaystyle y} są tu zmiennymi wewnętrznymi.
W substitution tree ma miejsce o wiele więcej współdzielenia niż w drzewie dyskryminacyjnym, jest więc ono pamięciowo o wiele bardziej wydajne.
Wciąż jednak {\displaystyle g(b)} jest dzielone jedynie pomiędzy niektórymi wystąpieniami.